# Petra Schürmann
Petra Schürmann, all'anagrafe Hildegard Petra Susanna Schürmann-Freund, a volte citata anche come Petra Hildegard Elisabeth Schürmann (Mönchengladbach, 15 settembre 1933 – Starnberg, 14 gennaio 2010), è stata una modella e attrice tedesca, vincitrice del concorso di bellezza Miss Mondo 1956.

## Biografia
Schürmann vinse la sesta edizione del concorso di bellezza Miss Mondo, in rappresentanza della Germania ovest. Ad oggi è l'unica tedesca ad aver vinto il titolo, fatta eccezione per Gabriella Brum che vinse il titolo nel 1980 ma vi rinunciò un giorno dopo. Curiosamente la Schürmann era arrivata soltanto terza a Miss Germania, ma fu scelta per rappresentare il proprio paese nei concorsi internazionali perché conosceva la lingua inglese. All'epoca studiava filosofia e storia dell'arte alle università di Bonn e Colonia. Dopo aver vinto il titolo di Miss Mondo continuò i propri studi a Monaco di Baviera. A partire dagli anni sessanta, Petra Schürmann iniziò a lavorare in televisione e alla radio, principalmente per la Bayerischer Rundfunk. Lavorò brevemente anche come attrice e scrisse alcuni libri.
Nel 1973 sposò il fisico Gerhard Freund, con cui era fidanzata dal 1967, con cui aveva avuto una figlia, Alexandra. All'epoca Freund era ancora sposato con l'attrice Marianne Koch. Anche Alexandra Freund tentò la carriera nel mondo dello spettacolo come la madre, ma morì nel 2001 per un incidente automobilistico. Petra Schürmann non si riprese mai dalla morte della sua unica figlia.
Il 14 gennaio 2010, Petra Schürmann morì nella sua casa presso il Lago di Starnberg, dove si era ritirata a vita privata insieme al marito, che invece era morto ad agosto del 2008.